# Surminy
Surminy (niem. Surminnen) – wieś sołecka w Polsce położona w województwie warmińsko-mazurskim, w powiecie gołdapskim, w gminie Banie Mazurskie.
W latach 1975–1998 miejscowość administracyjnie należała do województwa suwalskiego.
Znajduje się tu cmentarz niemiecki z I wojny światowej.